# Kurt Vieweg

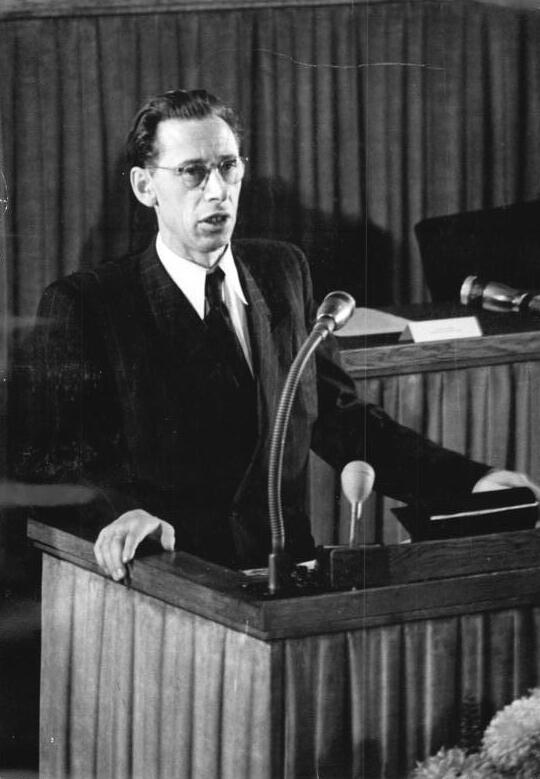
Kurt Vieweg auf der 13./14. Sitzung der Volkskammer der DDR

Kurt Vieweg (* 29. Oktober 1911 in Göttingen; † 2. Dezember 1976 in Greifswald) war einer der führenden Landwirtschaftspolitiker in den frühen Jahren der DDR. Er war zeitweise Generalsekretär der VdgB, Abgeordneter der Volkskammer, Mitglied des ZK der SED sowie einer der Sekretäre des ZK der SED.

## Jugend und Emigration
Kurt Vieweg wurde als Sohn eines Bankangestellten in Göttingen geboren. Nach dem Besuch des Gymnasiums absolvierte er 1930 und 1931 eine Ausbildung zum landwirtschaftlichen Gehilfen in Eisleben. In seiner Jugend war er Mitglied in der Wandervogel- und der Landvolkbewegung. 1930 trat Vieweg in die HJ ein, in welcher er bis 1932 verblieb, und brachte es dort bis zum stellvertretenden Jungbannführer. Parallel dazu wurde er ab 1931 für den KJVD tätig. 1932 wurde Vieweg schließlich Mitglied des KJVD in Weißenfels und Mitglied der KPD. Seine kommunistische Tätigkeit fand in Deutschland zunächst ihren Schlusspunkt als Mitarbeiter des KJVD für Sachsen-Anhalt.
Im Herbst 1933 emigrierte Vieweg nach Dänemark. Er war zunächst in Lyngby und Gentofte für die Internationale Rote Hilfe tätig. Ab 1935 bis zur Besetzung des Landes 1940 war Vieweg Gasthörer an der landwirtschaftlichen Hochschule in Kopenhagen. Parallel dazu war er ab 1936 Mitarbeiter der illegalen KPD-Abschnittsleitung Nord. Vieweg gehörte dabei einer Gruppe um Walter Weidauer an, die sich „Bauernkommission“ nannte und Kontakte zu Bauernkreisen in Deutschland aufbauen sollte. Diese Gruppe gab die Zeitschrift „Bauernbriefe“ heraus, für die Vieweg unter dem Pseudonym „Oswald“ Artikel schrieb. Da er sich in der Außendarstellung nicht unbedingt als Kommunist zeigte, konnte er ab Anfang 1940 offiziell Landwirtschaft studieren. Durch die deutsche Besetzung im April 1940 wurde Vieweg allerdings wieder in die Illegalität gedrängt. Die nächsten Jahre verbrachte er mit weitgehend politischer Untätigkeit. Er beschäftigte sich vor allem mit dem Erstellen von Material über die skandinavische Landwirtschaft für die Moskauer KPD-Zentrale. 1943 schickte die KPD die meisten ihrer Mitglieder in Dänemark nach Schweden, darunter auch Vieweg. Dort wurde er kurzzeitig in einem Lager bei Tyllesand interniert. Danach arbeitete er zunächst als Wald- und Fabrikarbeiter. Als Leiter der KPD-Gruppe in Göteborg-Borås kam er hier wohl das erste Mal mit Herbert Wehner in Kontakt. Da Vieweg seine Gasthörerschaft in Kopenhagen erfolgreich nachweisen konnte, durfte er ab 1944 im Rahmen eines schwedischen Hilfsprogrammes für skandinavische Hitler-Flüchtlinge an der Landwirtschaftlichen Hochschule Ultuna in Uppsala sein Studium wieder aufnehmen. Während seines Aufenthalts in Schweden wurde er vor allem von dem agrarpolitischen Programm der schwedischen SAP beeinflusst. Dieser Einfluss zeigte sich in seinem 1944 veröffentlichten Programm „Die Bauern und die kommende demokratische Republik“, in welchem er schon die Gründung von Genossenschaften forderte, aber sich auch für eine Beibehaltung der kapitalistischen Produktionsweise aussprach. Dieses Programm und sein Studium waren Beleg für Viewegs Profilierung zu dem Agrarexperten der Exil-KPD. Im Frühjahr 1945 kehrte Vieweg nach Dänemark zurück. Er wurde zunächst Sekretär des antifaschistischen Flüchtlingsausschusses in Kopenhagen und wurde später als Mitarbeiter beim dänischen Sozialministerium angestellt. Vor seiner Rückkehr nach Deutschland war Vieweg zudem der politische Leiter der Kopenhagener KPD-Gruppe.

## Zurück in Deutschland
Im Sommer 1946 kehrte Vieweg zusammen mit seiner Frau Gertrud über Polen in die Sowjetische Besatzungszone nach Halle zurück. Als ehemaliges KPD-Mitglied wurde er SED-Mitglied. Er wurde von den Funktionären der VdgB zugeteilt und wurde deren stellvertretender Landessekretär für Sachsen-Anhalt. Schon bald stieg er jedoch zum Landessekretär auf. Mitte August 1947 wurde Vieweg nicht zuletzt wegen seiner fachlichen Qualifikation durch Parteibeschluss mit dem Posten des Generalsekretärs der Vereinigung der gegenseitigen Bauernhilfe (VdgB) als Nachfolger von Anton Jadasch betraut. Der 1. Deutsche Bauernkongress, auf dem die Landesverbände aufgelöst und ein Hauptverband gegründet wurde, legitimierte diesen Beschluss durch eine offizielle Wahl. Vieweg entwickelte nun eine rege Tätigkeit und hielt Vorlesungen an verschiedenen Universitäten über seine agrarpolitischen Vorstellungen, in denen er unter anderem den bäuerlichen Familienbetrieb immer wieder verteidigte. Er sprach sich konsequent für die Beibehaltung der damaligen landwirtschaftlichen Strukturen und für die „volle Entfaltung der privaten Initiative der bäuerlichen Betriebe“ aus. Diese wissenschaftliche Tätigkeit führte 1951 zur Berufung zum Ordentlichen Mitglied der Deutschen Akademie für Landwirtschaftswissenschaften. 1948 wurde Vieweg als Mitarbeiter in das Sekretariat der Deutschen Wirtschaftskommission (DWK) berufen, der Vorläuferin der DDR-Regierung.
Im Januar 1949 wurde Kurt Vieweg in den Parteivorstand der SED kooptiert und auf dem III. SED-Parteitag 1950 in das Zentralkomitee der SED gewählt, in welchem er bis 1954 verblieb, und dort zum Sekretär für Landwirtschaftsfragen bestimmt. In dieser Funktion entwarf Vieweg im Rahmen der damaligen sowjetischen Deutschlandpolitik mehrere, auch gesamtdeutsche Agrarprogramme, in die auch deutsche und skandinavische sozialdemokratische Programmatik, aber auch Ideen des Reichsnährstandes einflossen. Bei der Volkskammerwahl am 19. Oktober 1950 wurde er zudem als Abgeordneter der SED gewählt, welcher er für die gesamte erste Wahlperiode blieb. Im Auftrag des ZK der SED begann Vieweg des Weiteren mit dem Aufbau illegaler Apparate, unter anderem dem konspirativen „Gesamtdeutschen Arbeitskreis für Land- und Forstwirtschaft“, in der Bundesrepublik Deutschland, die er auch leitete.

## Parteifeind Vieweg
Im Frühjahr 1952 wurde diese (aus DDR-Sicht) illegale Westarbeit der VdgB jedoch aufgedeckt. Dieses Ereignis und eine Untersuchung von Viewegs Tätigkeit in der skandinavischen Emigration durch die Zentrale Parteikontrollkommission der SED im Rahmen einer Parteisäuberung brachten Vieweg nach und nach in Misskredit. Da man mit seiner Flucht rechnete, ließ man ihn vom Ministerium für Staatssicherheit überwachen. In Konsequenz der Befragungen durch die Zentrale Parteikontrollkommission wurden Vieweg trotz sehr widersprüchlicher Darstellungen seiner Tätigkeit in Skandinavien durch Zeugen Fragebogenfälschungen vorgeworfen, die es nach Ansicht der Kommission erforderlich machten, ihn zumindest aus dem Sekretariat der SED zu entfernen. Offiziell wurde ein Ausscheiden aus gesundheitlichen Gründen bekanntgegeben.
Auch von seinem Amt als VdgB-Generalsekretär wurde er entbunden. Vieweg wurde jedoch nicht ganz fallen gelassen, sondern mit dem Aufbau des Instituts für Agrarökonomik an der Deutschen Akademie für Landwirtschaftswissenschaften betraut. Weiterhin gelang ihm zunächst eine akademische Karriere. Er promovierte 1955 an der Humboldt-Universität Berlin zum Dr. agr. habilitierte und wurde zum Professor der Deutschen Akademie der Landwirtschaftswissenschaften ernannt. Als Herausgeber zusammen mit Otto Rosenkranz des mehrbändigen Standardwerks Handbuch des Genossenschaftsbauern erhielt er im selben Jahr den Nationalpreis der DDR. Für sein Institut beanspruchte Vieweg den Status einer Leiteinrichtung in der agrarökonomischen Forschung der DDR. Dieser Anspruch und die Erstellung von parteiinternen Broschüren, die nicht zuletzt von seiner Studienreise nach Schweden und Dänemark im November 1955 beeinflusst wurden und bei vielen hohen SED-Funktionären auf wenig Gegenliebe stießen, wirkten sich jedoch nicht vorteilhaft für ihn aus. An ihm und seinem Institut vorbei schuf die SED eine Agrarkommission, um die Kollektivierung voranzutreiben. Ernüchtert von dieser Politik und betroffen von den Enthüllungen des XX. Parteitags der KPdSU und dem Ungarischen Volksaufstand im Herbst 1956 kritisierte Vieweg die bestehende Agrarpolitik der SED. Er hatte registriert, dass noch 1956 92 Prozent aller LPG unrentabel arbeiteten und staatlicherseits eine Stützung in Anspruch nehmen mussten. Hauptpunkt seiner Kritik: Man müsse die ökonomischen Probleme des Sozialismus ökonomisch statt ideologisch lösen. Damit wurde er zum Kritiker der bereits vollzogenen Kollektivierung der Landwirtschaft in der DDR. Vieweg legte im November 1956 daher sein eigenes Programm mit dem Titel Neues Agrarprogramm für die Entwicklung der Landwirtschaft beim Aufbau des Sozialismus in der DDR vor.
Auf dem 30. ZK-Plenum am 30. Januar 1957 wurde dieses Programm jedoch von Walter Ulbricht als „Restauration des Kapitalismus in der Landwirtschaft“ diskreditiert. Die Zentrale Parteikontrollkommission der SED beschloss am 18. März 1957 den Parteiausschluss. Einher ging damit der erzwungene Rücktritt von allen politischen Ämtern.

## Flucht und Inhaftierung
In dieser Situation sah Vieweg nur einen Ausweg in der Flucht in die Bundesrepublik Deutschland. Am 27. März 1957 setzte er sich über West-Berlin ab. Er fand zunächst Zuflucht in Herbert Wehners Wohnung. Am 19. Oktober kehrte Vieweg jedoch überraschend in die DDR zurück. Entgegen wahrscheinlich vorhandener Absprachen wurde er sofort verhaftet, wobei ihm der Haftbefehl erst am 27. März 1958 eröffnet wurde. Im Oktober 1959 verurteilte das Oberste Gericht der DDR Kurt Vieweg wegen „Staatsverrats“ zu zwölf Jahren Zuchthaus, einhergehend mit der Aberkennung aller Titel und Ansprüche. Durch einen Gnadenerlass des Staatsratsvorsitzenden im Dezember 1964 wurde er aus dem Zuchthaus Bautzen II entlassen. Nach der deutschen Wiedervereinigung wurde das Urteil am 27. Dezember 1990 durch das Landgericht Berlin aufgehoben.

## Greifswalder Akademiker
Vieweg wurde 1965 eine Stelle als Mitarbeiter am Nordischen Institut der Universität Greifswald zugewiesen. 1969 wurde er Forschungsgruppen-Leiter und er nahm seine Lehrtätigkeit wieder auf. Im Rahmen seiner Forschungstätigkeit arbeitete Vieweg auch für die Hauptverwaltung Aufklärung des MfS. 1971 wurde Kurt Vieweg zum ordentlichen Professor ernannt. 1974 ging er in den Ruhestand.